# Engelinvestor
Engelinvestor eller engel (også kaldet Business Angel eller forretningsengel eller uformel investor) er en eufemisme, som bruges til at betegne indflydelsesrige og/eller formuende personer som tilfører kapital til opstart af virksomheder, normalt mod ejerandele eller konvertibel gæld. Et lille, men stigende antal engelinvestorer organiserer sig i mindre englegrupper eller -netværk for at dele viden, indsigt og information og fordele kapitalrisikoen.
Til forskel fra risikovillig kapital eller venture kapital som normalt kommer fra professionelt forvaltede fondsmidler som fordeler risiko og vurderer risiko på vegne af offentlige eller private investorer, investerer engle deres egen formue. Engleinvestorer investerer typisk på baggrund af individuelle og personlige, uformelle vurderinger.
Engelinvestorer kan tilføre nystartede virksomheder den kapital der skal til for at dække gabet mellem det som en selskabsstifter med sin familie og venner selv kan rejse, til det som kræves for at opnå formel risikovenlig kapital. Normalt kræver formelle kilder for risikovillig kapital højere egenkapital end det en stifter kan skaffe i sin egen sfære. Dermed bliver kapital fra engelinvestorer ofte nødvendigt i anden finansieringsrunde for hurtigtvoksende, og kapitaltrængende, nystartede virksomheder.

## I USA
I USA står engleinvesteringer for næsten lige så store investeringer som det venture kapitalfonde investerer. «Engelkapitalen» finder man i ti gange så mange selskaber. (USD 26 milliarder sammenlignet med USD 31 milliarder i 57 000 selskaber til forskel fra 3 918 selskaber). I USA var den gennemsnitlige engelinvestering per selskab USD 450 000. Selv om det kan være nemmere at opnå englefinansiering end anden risikovillig kapital, er kapital og finansiering generelt fortsat en knaphedsfaktor for nystartede virksomheder.
Engelinvestorer løber en høj risiko, og deres investeringer vil ofte blive udvandet ved fremtidige kapitaludvidelser i et selskab. Engle kræver derfor høj afkast på sine investeringer. Mange investeringer går tabt med selskaber som ikke lykkes, og målsætningen er derfor at kunne se et potentielt afkast på 10 gange den oprindelige investering i løbet af en 5-års periode. Efter finanskrisen i 2008 er det blevet mere normal praksis at investere i selskaber som kan give en tilbagebetaling på 20 til 30 gange det investerede beløb med et tidsperspektiv på 5 til 7 år Siden risikoen er høj, ligger det typiske totalafkast for en engleinvestor på 20–30%. Kravene til afkast er høje, men billigere finansieringskilder som f.eks banker er som oftest ikke tilgængelige på et tidlig tidspunkt i et selskabs liv. Det er for småt og for ungt til at passe ind i bankenes tryghedssøgende og sikkerhedskrævende udlånspolitik.
Begrebet «engel» kommer oprindeligt fra Broadway hvor det blev brugt om velhavende kapitalister som tilførte penge til dyre teaterproduktioner. I 1978 lavede William Wetzel, som på det tidspunkt var professor og forsker ved University of New Hampshire, et studie om hvordan amerikanske selskabsstiftere rejste kapital og han indførte i den sammenhæng begrebet omkring denne type uformelle investorer.

## Englenetværk i Danmark
I Danmark har et stigende antal små og store engleinvestorer organiseret sig i netværk, hvor de i fællesskab investerer i startups og vækstvirksomheder. Blandt de største netværk i Danmark er Keystones , Danish Business Angels  og Business Angels Syddanmark .